# 康虎景
康虎景（강호경），是高丽王朝太祖王建的7代先祖。自称聖骨将軍。
康虎景本来是周朝武王同母弟康叔次子康侯第67代子孫。
韩国大概4万信川康氏推崇康虎景为始祖。

## 家族
- 子：康忠
  - 孙：伊帝健・宝甸・康宝育
    - 曾孙：貞和王后（康辰義）

## 脚注
1. ↑  高雲基 2001，第87頁
2. ↑  韓国民族文化大百科事典
3. ↑  世界日報 2013
4. ↑  성씨검색 강（康）-뿌리를 찾아서